# Барра (аэропорт)
Аэропорт Барра (англ. Barra Airport, гэльск. Port-adhair Bharraigh) (ИАТА: BRR, ИКАО: EGPR) — уникальный аэропорт с песчаными взлётно-посадочными полосами для самолётов с укороченными взлётно-посадочными характеристиками. Входит в десятку самых опасных аэропортов мира. Расположен на берегу широкой бухты Трай Мор (гэльск. Traigh Mhòr) на северной оконечности острова Барра, Внешние Гебриды, Шотландия.
Единственный аэропорт в мире на побережье моря с тремя песчаными ВПП. Законцовки ВПП отмечены деревянными заборами. Прилив прерывает работу аэропорта, скрывая его под водой. Возможны экстренные вылеты и прилёты ночью (выставляются световые отметки центральной линии ВПП и световозвращающие полоски). Впрочем, для использования ночью аэродром не сертифицирован.
Основной (если не единственный) тип воздушного судна, обслуживающий этот аэропорт — Twin Otter.

## Регулярные рейсы
- Flybe
Logan Air (Бенбекула, Глазго)

## Галерея
- ВПП
- Диспетчерская и терминал
- Посадочная зона (пляж популярен у туристов и отдыхающих; виден предупреждающий знак, что аэродром действует, если на нём выставлен «ветряк»)

- Зона аэропорта затоплена приливом
- Самолёт с рег. номером G-BZFP готов к взлёту